# Municipio de Taylor (condado de Harrison, Iowa)
El municipio de Taylor (en inglés: Taylor Township) es un municipio ubicado en el condado de Harrison en el estado estadounidense de Iowa. En el año 2010 tenía una población de 516 habitantes y una densidad poblacional de 6,11 personas por km².

## Geografía
El municipio de Taylor se encuentra ubicado en las coordenadas 41°39′27″N 95°58′24″O / 41.65750, -95.97333. Según la Oficina del Censo de los Estados Unidos, el municipio tiene una superficie total de 84.51 km², de la cual 84,23 km² corresponden a tierra firme y (0,34 %) 0,28 km² es agua.

## Demografía
Según el censo de 2010, había 516 personas residiendo en el municipio de Taylor. La densidad de población era de 6,11 hab./km². De los 516 habitantes, el municipio de Taylor estaba compuesto por el 99,03 % blancos, el 0,39 % eran amerindios, el 0,39 % eran asiáticos y el 0,19 % eran de una mezcla de razas. Del total de la población el 0,58 % eran hispanos o latinos de cualquier raza.